# Joan Timoneda
Joan Timoneda (València, 1518/1520 – València, 1583) fon un escriptor i editor valencià. És conegut fonamentalment per la seua tasca recopilatòria de poesia popular (cançoners i romanços), per les seues edicions de teatre (a la seua tasca devem el coneixement dels passos de Lope de Rueda, encara que els modificà, fonamentalment en els passatges més còmics) i pel seu conjunt de relats El patrañuelo (València, 1567), adaptacions de novelle italianes de l'estil de Boccaccio o Bandello. Publicà gairebé tota la seua obra en castellà, encara que també publicà algunes obres en valencià: una antologia de poesia trobadoresca titulada Flor de enamorados i alguns actes sacramentals.
Joan Timoneda fon fill d'una família d'artesans. Tot i que en un inici treballà com a adober més endavant passà a ser llibreter i editor, en un context de gran auge del mercat del llibre en la València renaixentista. Allí exercí una intensa tasca d'impressor i editor d'obres en llengua castellana. Es casà amb Isabel Juan Ferrandis el 1541 amb qui tingué quatre fills. El 1547 ja feia de llibreter i poc després, passà a impressor i editor, una feina que li permeté gaudir d'una bona situació econòmica. Durant la seua activitat com a impressor i editor feu una gran tasca cultural i literària en la lírica, la prosa i el teatre.

## Obra

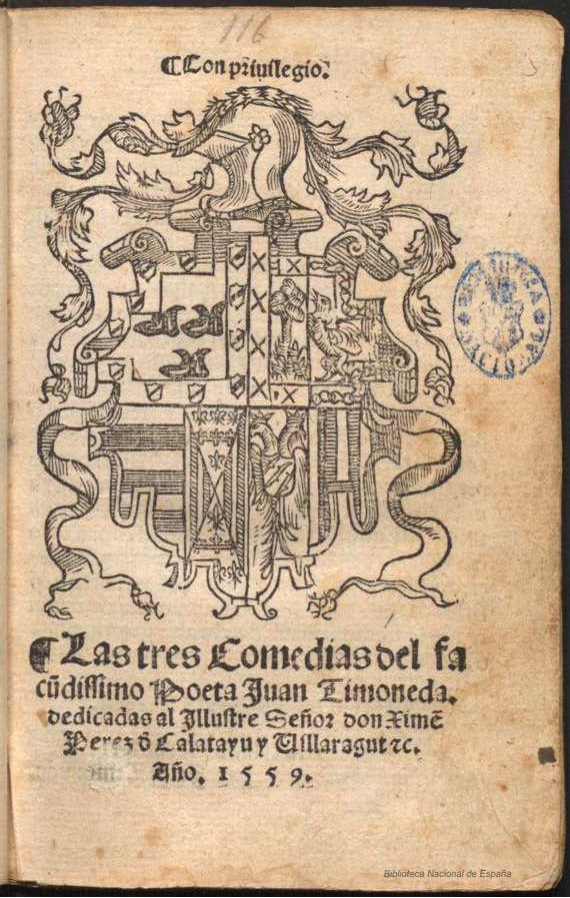
Portada de Las tres comedias de Joan Timoneda.

La seua obra literària es classifica en tres facetes: dramaturg, narrador i col·lector de romanços. Però és famós sobretot com a autor dramàtic (és citat moltes vegades com un dels precursors de Lope de Vega). La seua obra és parcialment original, ja que de vegades es limita a adaptar o traduir els models, si bé amb gran talent líric i eficàcia dramàtica.
Autor dramàtic i sobretot adaptador, publicà obres escèniques religioses. El seu Ternario sacramental (València, 1575) reuneix sis actes sacramentals entre les quals destaca com millor el de l′Oveja perdida —inspirat en la paràbola homònima— i els dos Ternariso sacramentales de 1575 que reflecteixen les noves orientacions de l'església espanyola; anterior a aquests, hi ha una peça seua en valencià, Aucto de la Iglésia. És l'autor dels únics actes sacramentals en aquesta llengua: L'església militant i el Castell d'Emaús. Aquestes obres estaven concebudes per a l'exaltació de l'eucaristia, com a element de propaganda per defensar la doctrina catòlica de la reforma protestant en general i del luteranisme en particular.
La seua obra escènica profana forma una col·lecció titulada Turiana (València, 1564–1565), que recull diverses comèdies, farses, passos i entremesos. A Las tres comedias del facundissimo poeta Juan Timoneda (València, 1559) tradueix Los dos Menecmos i l'Anfitrión del dramaturg llatí Plaute, i afegeix a més la Comedia Carmelia o Cornelia.
Com a narrador tingué un gran paper en l'evolució del gènere novel·lístic en castellà, ja que compongué una Sobremesa y alivio de caminantes (Saragossa i Medina del Campo, 1563), miscel·lània de contes i anècdotes, el Buen avíso y portacuentos (València, 1564) i, sobretot, un famós llibre titulat El patrañuelo (València, 1567), conjunt de novel·les molt interessants —que ell anomena patrañas— preses de l'italià i actualitzades, aclimatades i narrades en un castellà familiar. Les fonts d'aquesta obra són els novellieri de Masuccio Salernitano, Giovanni Boccaccio, Mateo Bandello, el poeta Ludovico Ariosto i les Gesta romanorum, entre d'altres.
Com a compilador i editor de romanços, publicà una Rosa de romances (València, 1573) dividida en quatre parts temàtiques majoritàriament sobre història d'Espanya, romana i troiana, i Flor de enamorados, Sarao; també compilà i editar diferents cançoners, com Cancionero llamado Sarao de Amor (1561), Villete de amor (c. 1565), Enredo de amor(1573), Guisadillo de amor (1573) i el Truhanesco (també de 1573), i feu imprimir nombrosos plecs solts.
També compongué un Libro llamado ingenio, del juego de marro de punta, un dels molts tractats espanyols sobre el joc de dames als segles xvi i xvii.
La seua poesia ha sigut musicada i interpretada per diversos autors com ara Raimon, Paco Muñoz o Xavier Baró. Així, Raimon inclou ja l'any 1974 el poema «Só qui só» en el disc A Víctor Jara.